# هنشل هااس ۱۲۴
هنشل هااس ۱۲۴ (به آلمانی: Henschel Hs 124) یک هواگرد تک‌باله دو موتوره سه‌سرنشین چندمنظورهٔ نظامی ساخت شرکت هنشل در آلمان بود که نخستین بار بهار سال ۱۹۳۶ به پرواز درآمد. این هواگرد مورد پذیرش لوفت‌وافه قرار نگرفت و از مرحله پیش‌نمونه فرا تر نرفت.

## طراحی و توسعه
شرکت هواگردسازی هنشل اواخر سال ۱۹۳۴ به دنبال ساخت یک هواگرد تهاجمی و بمب‌افکن سبک پرسرعت هااس ۱۲۴ را به عنوان یک هواگرد چندمنظورهٔ نظامی طراحی کرد. هااس ۱۲۴ یک هواگرد تک‌باله بال‌میانی طُرّه‌ای بود. بال‌ها ساختی تمام‌فلزی و سه‌تکه داشتند. بخش میانی بال دارای سه تیر اصلی بود. تمامی طول لبه فرار بال با برآافزا با روکش پارچه طراحی شد که بخش بیرونی آن شهپر و بخش درونی آن برآافزای دو تکه هیدرولیکی فرود بود. بدنه هواگرد شاسی یکپارچه تمام‌فلزی و مقطع عمودی بیضوی‌شکل داشت. آسمانه کاملاً لعاب‌دار بود. دم تمام‌فلزی و متشکل از سکان افقی طره‌ای و سکان عمودی دو تایی بود. پایدارکننده عمودی روکش ورق فلزی و سکان پوشش پارچه‌ای داشت. تمامی سطوح هدایت تعادل سکونی و حرکتی و همچنین صفحک تنظیم داشتند. ارابه فرود اصلی جمع‌شونده معمولی بود. چرخ‌ها پایه چنگالی دو تایی و ترمز هیدرولیک داشتند و به صورت هیدرولیکی به پشت درون پوسته موتور جمع می‌شدند. چرخ دم ثابت و کاملاً چرخان بود. خدمه پرواز سه نفر بود. خلبان و بی‌سیم‌چی/تیربارچی زیر یک آسمانه طولانی پشت سر هم می‌نشستند و بمب‌انداز در جایگاه دماغه بود.
هااس ۱۲۴ فاو-۱، نخستین پیش‌نمونه دو موتور ۱۲ سیلندر یونکرس یومو ۲۱۰آ (یومو ۲۱۰سی) خنک‌شونده با آب با توان ۶۱۰ اسب بخار (۶۴۰ اسب بخار) هنگام برخاست، یک برجک دفاعی با یک جفت مسلسل ۷٫۹ میلی‌متری ام‌گه ۱۵ و دماغه بدون لعاب داشت. هواگرد بهار سال ۱۹۳۶ به پرواز درآمد. در سازه کلی هااس ۱۲۴ فاو-۲ تغییری ایجاد نشد اما در آن موتور شعاعی ۹ سیلندر ب‌ام‌و ۱۳۲ده‌سی خنک‌شونده با هوا با توان ۸۷۰ اسب بخار (۸۸۰ اسب بخار) و دماغه لعاب‌دار به‌کار رفت که یک ملخ فلزی سه‌تیغه گام‌متغیر را به چرخش درمی‌آورد. علاوه بر آزمایش هواگرد با محفظه بمب ۶۰۰ کیلوگرمی به عنوان بمب‌افکن، برنامه‌هایی هم برای نسخه‌های عکس‌برداری با یک دوربین در دماغه و هواگرد تهاجمی با دو خدمه و چهار مسلسل ثابت وجود داشت.
به هر حال لوفت‌وافه هواگرد مسرشمیت ب‌اف ۱۱۰ را به عنوان جنگنده سنگین استاندارد خود برگزید و کار بر روی هااس ۱۲۴ پس تولید تنها دو یا سه پیش‌نمونه متوقف گشت.

## مشخصات فنی
هااس ۱۲۴ فاو۲:
مشخصات عمومی
- خدمه: ۳ نفر
- طول: ۱۴٫۵ متر
- طول بال: ۱۸٫۱۹ متر
- وزن خالی: ۴٬۲۴۰ کیلوگرم

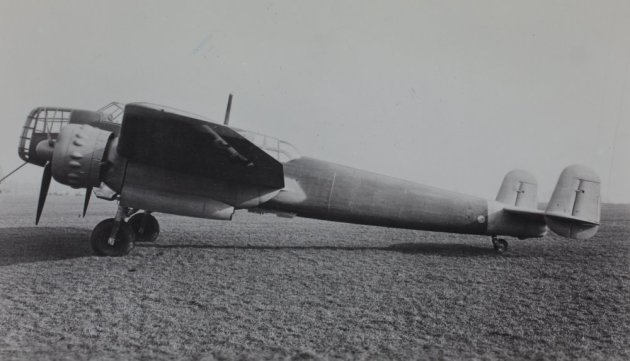
پیش‌نمونه دوم (فاو۲)

- نیرومحرکه: ۲ × موتور شعاعی ۹ سیلندر ب‌ام‌و ۱۳۲ده‌سی خنک‌شونده با هوا: ۸۷۰ اسب بخار (۸۸۰ اسب بخار[۳])

عملکرد
- حداکثر سرعت: ۴۴۰ کیلومتر بر ساعت
- برد: ۴٬۲۰۰ کیلومتر